# Phospholipase D
Les phospholipases D (PLD) sont des hydrolases associées aux membranes qui catalysent l'hydrolyse des phospholipides, et particulièrement de la phosphatidylcholine, pour générer de la choline et de l'acide phosphatidique. Les mammifères possèdent six isoformes de PLD, notés PLD1 à PLD6. Les PLD1 et PLD2 sont catalytiquement actives, et ce sont les isoformes les mieux décrites à ce jour. Les PLD3, PLD4 et PLD5 ne semblent pas avoir d'activité catalytique et leur fonction est encore discutée. La PLD6 fonctionne en dimère et hydrolyse la cardiolipine mitochondriale. La PLD aurait un rôle important dans de nombreux processus physiologiques : le mûrissement des fruits, le trafic membranaire, la régulation du cytosquelette d'actine, le trafic vésiculaire et la migration cellulaire. Les PLD1 et PLD2 seraient particulièrement impliquées dans le cancer,.
|                     | + H2O {\displaystyle \rightleftharpoons } |                      | + |         |
| Phosphatidylcholine |                                           | Acide phosphatidique |   | Choline |
Les autres types de phospholipases sont la phospholipase A1, la phospholipase A2, la phospholipase B et la phospholipase C.

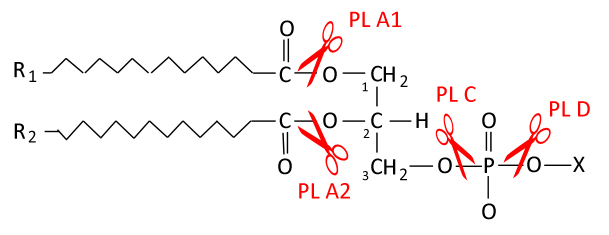
Zones de clivage des différentes classes de phospholipases :
- PLA1 : phospholipase A1,
- PLA2 : phospholipase A2,
- PLC : phospholipase C,
- PLD : phospholipase D.